# Cowboy G-Men
Cowboy G-Men è una serie televisiva statunitense in 39 episodi trasmessi per la prima volta nel corso di una sola stagione dal 1952 al 1953. È una serie western basata su un racconto di Henry B. Donovan.

## Trama
Pat Gallagher e Stoney Crockett sono agenti governativi che operano nel vecchio West e risolvono i casi con l'aiuto di Zerbo.

## Personaggi e interpreti

### Personaggi principali
- Pat Gallagher (39 episodi, 1952-1953), interpretato da Russell Hayden.
- Stoney Crockett (39 episodi, 1952-1953), interpretato da Jackie Coogan.
- Zerbo (22 episodi, 1952-1953), interpretato da Phil Arnold.

### Personaggi secondari
- Al Tetlow (10 episodi, 1952-1953), interpretato da John L. Cason.
- Hank (9 episodi, 1952-1953), interpretato da Rick Vallin.
- Bill Gray, commissario indiano (6 episodi, 1952-1953), interpretato da Robert Lowery.
- Dort, il procuratore distrettuale (6 episodi, 1952-1953), interpretato da Richard Travis.
- Elmer Jenkins (6 episodi, 1952-1953), interpretato da John Eldredge.
- Benton (6 episodi, 1952-1953), interpretato da Timothy Carey.
- Boston (5 episodi, 1952-1953), interpretato da Brad Johnson.
- Bill Brandow (5 episodi, 1952-1953), interpretato da James Seay.
- Mac (5 episodi, 1952-1953), interpretato da Robert Bray.
- Gimpy Gahagan (4 episodi, 1952-1953), interpretato da El Brendel.
- Joan La Tour (4 episodi, 1952-1953), interpretata da Madge Meredith.
- Jose Delgado (4 episodi, 1952-1953), interpretato da Robert Bice.
- Dance (4 episodi, 1952-1953), interpretato da Jim Davis.
- Mescal, partner di Baxter (4 episodi, 1952-1953), interpretato da Lee Roberts.
- Henchman Baldwin (4 episodi, 1952-1953), interpretato da Marshall Reed.
- Ispettore Rayburn (4 episodi, 1952-1953), interpretato da Stephen Carr.
- Carl Randall (3 episodi, 1953), interpretato da Morris Ankrum.
- Hudson (3 episodi, 1952-1953), interpretato da Lyle Talbot.
- commissario Evans (3 episodi, 1952-1953), interpretato da John Vosper.
- Bart Jackson (3 episodi, 1953), interpretato da Tristram Coffin.
- Dakin (3 episodi, 1953), interpretato da Gregg Barton.
- Capitano Walker di River Queen (3 episodi, 1953), interpretato da Harry Hickox.
- Mamie Jones (3 episodi, 1952-1953), interpretato da Florence Lake.
- Bradshaw (3 episodi, 1952-1953), interpretato da James Macklin.
- Frequentatore bar (3 episodi, 1953), interpretato da Kansas Moehring.
- Dixie Shannon, Saloon Owner (2 episodi, 1953), interpretato da Jean Parker.
- Joe Blackton (2 episodi, 1952-1953), interpretato da Robert J. Wilke.

## Produzione
La serie fu prodotta da Telemount-Mutual e girata nell'Iverson Ranch a Los Angeles in California.

### Registi
Tra i registi sono accreditati:
- Thor L. Brooks in 9 episodi (1952-1953)
- Reg Browne in 3 episodi (1952-1953)
- Paul Landres in 3 episodi (1952-1953)
- Leslie H. Martinson in 2 episodi (1952-1953)
- Lesley Selander in 2 episodi (1952)
- George Cahan in 2 episodi (1953)

### Sceneggiatori
Tra gli sceneggiatori sono accreditati:
- Henry B. Donovan in 15 episodi (1952-1953)
- Orville H. Hampton in 8 episodi (1952-1953)
- Buckley Angell in 7 episodi (1952-1953)
- Todhunter Ballard in 4 episodi (1952-1953)
- Tod Ballard
- Monroe Manning

## Distribuzione
La serie fu trasmessa negli Stati Uniti dal 13 settembre 1952 al 13 giugno 1953 in syndication.

## Episodi
| Stagione       | Episodi | Prima TV USA |
| -------------- | ------- | ------------ |
| Prima stagione | 39      | 1952-1953    |